# Lavaur, Dordogne
Lavaur là một xã của Pháp, nằm ở tỉnh Dordogne trong vùng Aquitaine của Pháp. Xã này có diện tích 9 km2, dân số năm 2007 là 81 người. Xã nằm ở khu vực có độ cao trung bình 250 m trên mực nước biển.

## Thông tin nhân khẩu
| Năm    | 1962 | 1968 | 1975 | 1982 | 1990 | 1999 | 2007 |
| ------ | ---- | ---- | ---- | ---- | ---- | ---- | ---- |
| Dân số | 151  | 153  | 113  | 107  | 102  | 88   | 81   |